# Parsons (Tennessee)
Parsons é uma cidade localizada no estado norte-americano de Tennessee, no Condado de Decatur.

## Demografia
Segundo o censo norte-americano de 2000, a sua população era de 2452 habitantes.
Em 2006, foi estimada uma população de 2385, um decréscimo de 67 (-2.7%).

## Geografia
De acordo com o United States Census Bureau tem uma área de
10,1 km², dos quais 10,1 km² cobertos por terra e 0,0 km² cobertos por água. Parsons localiza-se a aproximadamente 123 m acima do nível do mar.

## Localidades na vizinhança
O diagrama seguinte representa as localidades num raio de 28 km ao redor de Parsons.